# 胡振江 (1968年)
胡振江（1968年7月—），男，漢族，河北石家庄人，研究生學歷，航空安全管理碩士學位。1988年3月加入中国共产党。

## 生平
早年在中國民航飛行學院工作，後來調任貴州省，曾任民航貴州安全監督管理局局長、黨委書記。2011年9月，進入民航局飛行標準司任職。2016年5月，正式成為民航局飛行標準司司長。2017年9月，兼任民航局民航安全監察專員。2018年10月，轉任民航中南地區管理局局長。2020年5月，出任民航局副局長、黨組成員。